# Staatsbibliotheek van Victoria
De Staatsbibliotheek van Victoria is de centrale bibliotheek van de Australische staat Victoria, gevestigd in Melbourne. De bibliotheek bevat meer dan 1,5 miljoen boeken en 16,000 series, waaronder de dagboeken van de oprichters van de stad, John Batman en John Pascoe Fawkner, en de folio`s van James Cook. Het gebouw staat op het Victorian Heritage Register.

## Geschiedenis
In 1853 werd op instigatie van Charles La Trobe en Sir Redmond Barry besloten om een Staatsbibliotheek te bouwen. Een wedstrijd werd gehouden om te besluiten wie het nieuwe gebouw zou ontwerpen, de lokale architect Joseph Reed, die later het gemeentehuis van de stad en het Koninklijke Gebouw van de Tentoonstelling ontwierp, won de wedstrijd.
Op 3 juli 1854 werd de eerste steen gelegd door gouverneur Sir Charles Hotham voor de nieuwe bibliotheek en de Universiteit van Melbourne. De bibliotheek opende in 1856 met een collectie van 3.800 boeken die werden gekozen door Sir Redmond. Drie maanden na de opening werd de eerste bibliothecaris, Augustus H. Tulk, aangesteld.
De eerste leeszaal was de Queen's Reading Room (nu de Queen's Hall) en opende in 1859. Tijdelijke gebouwen die in 1866 werden gebouwd voor de Interkoloniale tentoonstelling werden tot 1909 door de bibliotheek gebruikt, hierna werd een bijgebouw gebouwd vanwege het jubileum van de bibliotheek. Het nieuwe gebouwd was de gekoepelde leeszaal, deze werd geopend in 1913 en ontworpen door Norman G. Peebles. Plannen voor het originele bijgebouw werden aangepast omdat het geld op was en het gebouw, waar een museum in zou komen, werd later geleidelijk gebouwd in een gestripte sobere klassieke stijl.
De oorspronkelijke dakramen van de leeszaal werden in 1959 aangepast en bedekt met koper vanwege waterlekkage.
Het complex huisvestte ook de staatsgalerie en museum tot de National Gallery of Victoria in de jaren zestig verhuisde, en het huidige Melbourne Museum werd gebouwd in de Carlton Gardens in de jaren negentig.
De bibliotheek onderging in 1990 en 2004 grootschalige verbouwingen, geleid door architecten Ancher Mortlock & Woolley. Het project kostte ongeveer $A 200 miljoen. De leeszaal werd in 1999 voor een renovatie gesloten, hierbij werd ervoor gezorgd dat er weer natuurlijk licht naar binnen schijnt. De hernoemde La Trobe leeszaal heropende in 2003.
De herontwikkeling omvatte de bouw van een aantal tentoonstellingsruimtes waar permanente tentoonstellingen worden gehouden waaronder 'The Mirror of the World: Books and Ideas' en 'The Changing Face of Victoria' en ook worden er afbeeldingen tentoongesteld van de fotocollectie in de Cowen galerij. Als resultaat van deze herontwikkeling kan de bibliotheek gezien gezien worden als een van de grootste tentoonstellende bibliotheken in de wereld.